# Administrativní období
Jako administrativní období, či období administrativního socialismu se označovala v Jugoslávii doba těsně od konce druhé světové války až do roztržky Tita se Stalinem. V této době se partyzáni uchopili definitivně moci a chtěli zemi vybudovat v ideovém duchu Sovětského svazu.
Sovětský svaz v nově zřízených lidově demokratických zemích začal záhy uplatňovat principy, které mu umožňovaly získat nejen rozhodující vliv, ale také i výhodně s těmito zeměmi spolupracovat, mnohdy až využívat jejich přírodní zdroje a potenciál. Jako ideologickou odpověď po první roztržce s Moskvou proto jugoslávští komunisté  našli v tzv. samosprávě pracujících. Ta měla znamena skutečné naplnění hesla "továrny dělníkům". Bylo nicméně ale nezbytné zdůraznit odklon od sovětské podoby cesty k beztřídní společnosti zavedením nového termínu, který by oficiální linie mohla používat. Administrativa (a také byrokracie) měly být jasným znakem sovětské podoby socialismu, stojící v ostrém kontrastu s jugoslávským, který se podle oficiální linie rozhodl přenést veškerou iniciativu pryč od strany a státu na pracovní kolektivy. 
Toto "administrativní období" se tedy vyznačovalo obdivem k Sovětskému svazu a mnohdy až bezkritickému kopírování jeho vzorů. V Bělehradě se tehdy například pořádaly rozsáhlé přehlídky s alegorickými vozy, kde byly zdůrazněny jak průmyslové, tak i zemědělské úspěchy širokým davům. Veškerou moc v zemi měl stát a komunistická strana, která se pokoušela ekonomiku řídit podle dlouhodobých pětiletých plánů (podle sovětského modelu byl vypracován pouze první pětiletý plán, který skončil dramatickým neúspěchem). 
Jugoslávská historiografie ve své oficiální linii až do svého konce na přelomu 80. a 90. let se tohoto termínu stále držela a běžně jej používala. V téže době také proti byrokracii a administrativě zahájil politické tažení Slobodan Milošević.